# Henri Fraisse
Pour les articles homonymes, voir Fraisse (homonymie).
Henri Fraisse, né à Lausanne le 1er décembre 1804 et mort à Montreux le 20 février 1841, est un architecte vaudois.

## Biographie
Protestant, bourgeois de Lausanne et Prilly, il est le fils de Jean-Abraham Fraisse, architecte, et de Louise-Françoise-Christine Favre. Henri Fraisse fréquente l'Académie de Lausanne (1820) puis commence sa formation chez l'architecte lausannois Jean-Siméon Descombes. Après un séjour à Rome en 1825, il suit l'école des beaux-arts de Paris de 1826 à 1830 (atelier d'Achille Leclère). Parcourant l’Italie à diverses reprises, il y accompagne le peintre-paysagiste helvétique François Keiserman.
De retour dans sa ville natale, il se heurte à l’omniprésence de l’architecte Henri Perregaux. Aussi ne pourra-t-il concrétiser qu’une version très modeste de son ambitieux projet pour les bains thermaux de Lavey-les-Bains (1835-1836) et c’est en vain qu’il soumet divers projets d’écoles, d’aménagement urbain à Lausanne et de bâtiments pour une future ligne de chemin de fer entre Bussigny et Yverdon (1839). Il a néanmoins l’occasion d'élever divers ouvrages (aujourd’hui en grande partie disparus) comme, à Lausanne, la Grenette de la place de la Riponne (1838-1840), l'hôtel Gibbon (1837-1839), l'église de la Croix-d'Ouchy (1838-1840). Dans la région, Henri Fraisse collabore à la construction de l'île et monument Frédéric-César de La Harpe à Rolle (1838-1840) et, à Saint-Maurice, la maison Barman, devenue Institut du Sacré-Cœur (1838).